# Ethoxylace
Ethoxylace je chemická reakce, při níž se na substrát připojuje molekula ethylenoxidu. Jedná se o nejčastěji prováděnou alkoxylaci, což může být jakékoliv připojování epoxidu na substrát.
Nejběžnějším uplatněním tohoto procesu je přeměna alkoholů a fenolů na sloučeniny se vzorcem R(OC2H4)nOH, kde n je 1 až 10, nazývané obecně alkoholethoxyláty. Často se z nich dále získávají ethoxysulfáty. Alkoholethoxyláty a ethoxysulfáty se dále používají jako tenzidy například v kosmetických přípravcích. Tímto postupem se ročně vyrobí přes 2 miliony tun ethoxylátů.

## Provedení
V průmyslu se ethoxylují zejména mastné alkoholy, a to za účelem získání jejich ethoxylátů, které se používají jako neiontové tenzidy (takovou látkou je například oktaethylenglykolmonododecylether). Některé z těchto alkoholů se získají hydrogenací nebo hydroformylací mastných kyselin z rostlinných olejů.
Při ethoxylaci se zahřívá ethylenoxid s příslušným alkoholem při teplotě 180 °C a tlaku 100-200 kPa za přítomnosti hydroxidu draselného, který slouží jako katalyzátor. Reakce je značně exotermní (ΔH = 92 kJ/mol).
ROH + n C2H4O → R(OC2H4)nOH
Výchozími látkami jsou obvykle primární alkoholy, protože reagují 10krát až 30krát rychleji než sekundární alkoholy.
Na každý alkohol se obvykle napojí 5 až 10 molekul ethylenoxidu, ovšem ethoxylované alkoholy jsou často náchylnější k ethoxylaci než výchozí alkoholy, kvůli čemuž je regulace reakce obtížná a vznikají produkty s rozdílnými počty připojených ethylenoxidových jednotek. Lepší regulace lze dosáhnout použitím pokročilejších katalyzátorů, které vytvářejí ethoxyláty s užším rozmezím molekulových hmotností.

### Ethoxylace/propoxylace
Ethoxylace se někdy kombinuje s propoxylací, obdobnou reakcí, kdy se místo ethylenoxidu používá propylenoxid. Obě reakce obvykle probíhají v jednom reaktoru a mohou probíhat současně, za vzniku náhodných polymerů, nebo postupně za vzniku blokových kopolymerů jako jsou poloxamery. Propylenoxid je hydrofobnější než ethylenoxid a přidání jeho malého množství do reakční soustavy může výrazně ovlivnit vlastnosti produktu. Ethoxylované mastné alkoholy s přídavkem přibližně jedné jednotky propylenoxidu se často označují za málo pěnící tenzidy.

### Ethoxysulfáty
Ethoxylované mastné alkoholy se často převádějí na příslušné organosulfáty, které je snadné deprotonovat za vzniku aniontových tenzidů jako je laurethsulfát sodný. Jelikož jde o soli, tak jsou dobře rozpustné ve vodě. Přeměna se provádí reakcí ethoxylovaných alkoholů s oxidem sírovým. Při laboratorní přípravě lze použít kyselinu chlorsulfonovou:
R(OC2H4)nOH + SO3 → R(OC2H4)nOSO3H
R(OC2H4)nOH + HSO3Cl → R(OC2H4)nOSO3H + HCl
Vzniklé sulfátové estery se neutralizují na soli:
R(OC2H4)nOSO3H + NaOH → R(OC2H4)nOSO3Na + H2O
Malé objemy lze také neutralizovat pomocí aminoalkoholů jako je triethanolamin.

### Ethoxylace ostatních látek
I když se ethoxylace většinou provádí u alkoholů, tak mohou s ethylenoxidem reagovat i mnohé další nukleofily. Primární aminy reagují za vzniku dvouřetězcových produktů. Reakcí amoniaku lze získat mimo jiné ethanolamin, diethanolamin a triethanolamin.

## Využití produktů ethoxylace
Ethoxyláty a ethoxysulfáty alkoholů jsou tenzidy používané v prostředcích na čištění oblečení, v kosmetických výrobcích, barvách a zemědělských produktech.

### Využití ethoxylátů
Jelikož jsou ethoxyláty alkoholů neiontové tenzidy, tak jsou u nich k zajištění rozpustnosti ve vodě zpravidla potřebné delší ethoxylátové řetězce než u ethoxysulfátů. Příklady vyráběných ethoxylátů jsou oktylfenolethoxylát, polysorbát 80 a poloxamery. Ethoxylace se často, i když v menším měřítku, využívá v biotechnologiích a farmaceutickém průmyslu na zlepšení rozpustnosti látek ve vodě. Zde se používá označení „PEGylace“, protože se k reakci používá polyethylenglykol (zkráceně PEG). Hlavní řetězec obsahuje 8 až 18 atomů uhlíku, zatímco ethoxylační řetězec se obvykle skládá ze 3 až 12 ethylenoxidových jednotek. Tyto látky se skládají z dlouhého hydrofobního řetězce a polární části obsahující skupiny s obecným vzorcem (OC2H4)nOH.

### Využití ethoxysulfátů
Běžně používané ethoxysulfáty jsou většinou lineární alkoholy, jejichž molekuly mohou být kombinací lineárních a jednonásobně rozvětvených alkylových řetězců. Příkladem takové látky je laurethsulfát sodný, používaný jako pěnotvorná látka v šamponech a zubních pastách i v průmyslových přípravcích.